# Gregor Stam
Gregor Stam (Bunnik, 19 mei 1962) is een Nederlandse triatleet. Stam was in 1981 de eerste Nederlander die een hele triatlon won. Stam werd driemaal Nederlands kampioen en eenmaal Europees kampioen op de lange afstand. 

## Biografie
Zijn eerste succes stamt uit 1981. Hij won toen de triatlon van Den Haag en hiermee de eerste nationale titel op de lange afstand. Deze wedstrijd was ook de eerste hele triatlon in Nederland en de eerste triatlon die buiten de Verenigde Staten werd gehouden. Er deden veertien deelnemers mee, waarvan vier de finish haalden. Het jaar erop prolongeerde hij deze titel en verbeterde hij zijn tijd met ruim drie kwartier. In 1983 verhuisde het evenement van Den Haag naar Almere. Dat jaar moest hij ondanks een snellere tijd genoegen nemen met een zilveren medaille, achter zijn grote rivaal Axel Koenders. Ook in 1984 was deze hem als enige te snel af. In 1985 won Stam de titel, waarmee hij naast Nederlands ook Europees kampioen lange afstand werd. Hierna maakten mannen als Ben van Zelst, Jan van der Marel en Frank Heldoorn jarenlang de dienst uit in Almere.
Op 6 juni 2006 fietste Stam met 66 andere atleten zesmaal de Alpe d'Huez op voor de KWF Kankerbestrijding. Ook in 2008 was hij van de partij en beklom hij zesmaal deze berg per fiets en eenmaal lopend. Op aanraden van een arts paste hij voor een tweede beklimming per voet. 
In augustus 2009 komt Stam naar buiten met een openbaring over de drijfveer van zijn sportieve carrière. Hij verklaarde op jeugdige leeftijd veelvuldig seksueel te zijn misbruikt door de partner (vriend) van zijn vader. Om de pijn van dit misbruik te kunnen dragen, ging hij hard trainen, wat mede tot zijn sportieve resultaten heeft geleid.. Sport werd zijn ontsnapping, maar later geraakte hij in een depressie en ging in therapie. Tegenwoordig heeft Stam zijn eigen bedrijf. Hij geeft personal/mentalcoaching en runningtherapie.

## Titels
- Europees kampioen lange afstand - 1985
- Nederlands kampioen lange afstand - 1981, 1982, 1985

## Palmares

### triatlon
- 1981:  NK lange afstand in Den Haag - 11:11.00
- 1982:  NK lange afstand in Den Haag - 10:25.40
- 1982: 13e Ironman Hawaï (okt) - 10:25.12
- 1983:  NK lange afstand in Almere - 10:12.39
- 1983: 13e Ironman Hawaï - 10:08.00
- 1984:  NK lange afstand in Almere - 9:29.53
- 1985:  NK + EK lange afstand in Almere - 8:56.55
- 1986:  NK lange afstand in Almere - 9:26.44
- 1986:  EK Lange afstand Säter in Zweden 10:56.02
- 1987: 6e Triatlon van Almere - 9:26.59
- 1988:  NK lange afstand in Almere - 9:08.56
- 1989: 11e Triatlon van Almere - 8:52.13
- 1990: 18e Triatlon van Almere - 9:32.15
- 1991: 88e Triatlon van Almere - 10:26.57
- 2003: 233e Triatlon van Almere - 12:55.59
- 2004: 238e Triatlon van Almere - 13:58.29
- 2005: 106e Triatlon van Almere - 10.26.02